# ラウレンツァーナ
ラウレンツァーナ（イタリア語: Laurenzana）は、イタリア共和国バジリカータ州ポテンツァ県にある、人口約1,700人の基礎自治体（コムーネ）。

## 地理

### 位置・広がり

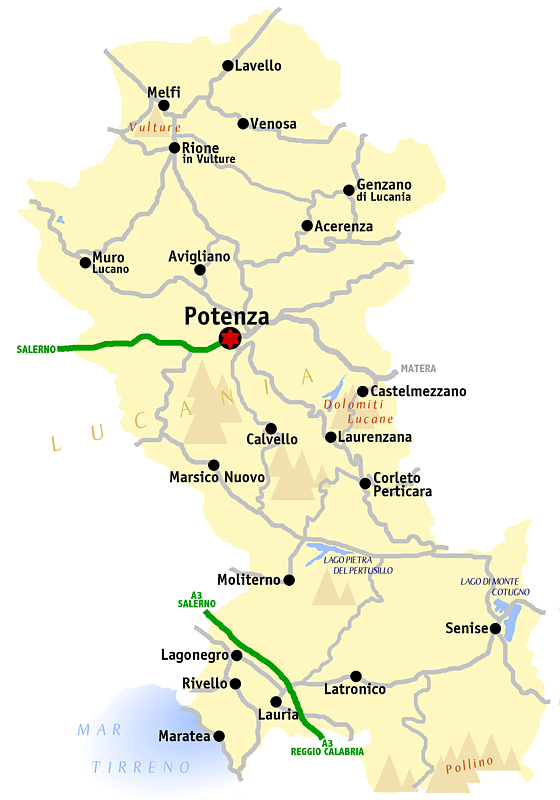
ポテンツァ県概略図

#### 隣接コムーネ
隣接するコムーネは以下の通り。
- アンツィ
- カルヴェッロ
- カステルメッツァーノ
- コルレート・ペルティカーラ
- ピエトラペルトーザ
- ヴィッジャーノ